# Orellia stictica
Orellia stictica är en tvåvingeart som först beskrevs av Gmelin 1790.  Orellia stictica ingår i släktet Orellia och familjen borrflugor. Arten är reproducerande i Sverige. Inga underarter finns listade i Catalogue of Life.